# Прежде мы были птицами
«Прежде мы были птицами» — музыкальный рисованный мультфильм режиссёра Гарри Бардина по мотивам цыганской притчи.

## Сюжет
Музыкальный фильм по мотивам старинной цыганской притчи о том, как тяга к богатству, к золоту лишила «цыганских птиц» их первоначального облика и превратила в кочевников.
Небольшая стая птиц, пролетая по пути на юг, увидела громадную золотую клетку и снизилась, чтобы осмотреть её поближе, хотя их вожак, сокол, умолял лететь дальше. В той клетке роскошествовали птицы разных пород и внешности во главе с павлином, которому приглянулась одна из гостий — возлюбленная вожака, более других похожая на человека. Сокол в последнем отчаянии зовёт подопечных улетать, но бывшая стая не отзывается на его полную трагедийного накала песню, и он разбивается о скалы. Павлин же, чтобы отвлечь публику от сочувствия к погибшему герою, раздаёт обитателям золотой клетки наряды и драгоценности. Скромные пришельцы становятся практически неотличимы от местных жителей, проводя всё время в плясках и песнях. Но однажды в небе появляются журавли, и главная героиня принимает решение: всё, пора улетать. За нею устремляются остальные, но как ни стараются, взлететь (из-за нежелания расстаться с тёплыми шалями и золотом) они уже не могут. И тогда приходится им идти пешком, через горы, зимой.

## Создатели
- Авторы сценария — Юрий Энтин, Гарри Бардин
- Режиссёр — Гарри Бардин
- Художник-постановщик — Елена Фёдорова
- Музыка и тексты песен — Николай Жемчужный
- Операторы — Михаил Друян, Елена Петровна
- Звукооператор — Борис Фильчиков
- Художники-мультипликаторы — Марина Восканьянц, Эльвира Маслова, Анатолий Абаренов, Николай Фёдоров, Виктор Лихачёв, Антонина Алёшина, Татьяна Фадеева, Александр Панов, Владимир Вышегородцев
- Художники — Елена Караваева, Вера Харитонова, Зинаида Зарб, Николай Климов
- Роли озвучивали:
  - Екатерина Жемчужная,
  - Николай Эрденко,
  - Розалия Эрденко,
  - Борис Ташкентский,
  - цыганский ансамбль «Джанг».
- Использован фрагмент из «Цыганских напевов» Сарасатэ.

## История создания
Отрывок из главы «Цыганские напевы»:

Однажды в разговоре с Юрием Энтиным я высказал своё пожелание снять фильм на цыганскую тему и цыганскую музыку. Юра дал мне почитать сборник цыганских рассказов, где в предисловии шёл рассказ о том, что когда-то цыгане были птицами, но однажды, приземлившись, так наелись, что взлететь уже никогда не смогли… Тогда я решил противопоставить романтике полёта — прозу бытия. Я обратился к классику цыганской музыки — Николаю Михайловичу Жемчужному. И вот через две недели он мне показывает музыкальные номера, подыгрывая себе на гитаре… Наступил день записи. Николай Михайлович предложил мне двух солистов для вокального наложения — Колю Эрденко и его жену Розу. Я ему доверился. Но сначала нужно было записать скрипичное наложение на гитарное исполнение Николая Жемчужного… Зазвучала гитара. И Коля Эрденко без всякой подготовки, без репетиций и без нот заиграл на своей цыганской скрипке! Но как! Блестяще импровизировал! 

За всю историю мультипликации это был единственный цыганский фильм.
— Бардин Гарри
- Бардин Гарри. И вот наступило потом…. — М.: Центр книги Рудомино, 2013. — 208 с. — 2000 экз. — ISBN 978-5-905626-97-5. . с.93-95